# Список животных залива Петра Великого
Зали́в Петра́ Вели́кого — самый большой залив Японского моря у российских берегов.
Расположен на юге Приморского края, между мысом Поворотный на востоке и устьем реки Туманной на западе.
Длина залива с севера на юг составляет около 80 км, наибольшая ширина с запада на восток — около 200 км. Площадь — около 9000 км², длина береговой линии — 1500 км, солёность — 32—34 ‰.
Берега залива сильно изрезаны и образуют внутренние заливы: Посьета, Славянский, Амурский, Уссурийский, Стрело́к, Восток, Находка.
Залив находится на стыке умеренной и субтропической зон, его омывают холодное Приморское и ответвление теплого Цусимского течения. Его береговая линия сильно изрезана со множеством островов, полуостровов, заливов и бухт с впадающими в них речками. Здесь множество различных типов берегов и прибрежных грунтов, большое разнообразие условий среды обитания. Поэтому в заливе Петра Великого обитает много различных животных, часть из которых встречается в субтропиках, а другие обитают в северной части Японского моря и в других морях Дальнего Востока.

## ТипPorifera—Губки
- Класс Demospongiae — Обыкновенные губки
  - Halichondria panicea
  - Homaxinella subdola
  - Semisuberites cribrosa
  - Myxilla incrustans
  - Suberites domuncula

## ТипСтрекающие(Cnidaria)
- Класс Гидроидные (Hydrozoa)
  - Hydractinia echinata
  - Tubularia indivisa
  - Cladonema myersi
  - Coryne pusilla
  - Eudendrium annulatum
  - Campanularia platycarpa
  - Obelia longissima
  - Staurostoma mertensii
  - Symplectoscyphus tricuspidatus
  - Sertularella mutsuensis
  - Abietinaria filicula
  - Plumularia filicaulis
  - Медуза-крестовик (Gonionemus vertens)
  - Polyorchis karafutoensis
  - Aglantha digitale
- Класс Сцифоидные (Scyphozoa)
  - Chrysaora melanaster
  - Волосистая цианея (Cyanea capillata)
  - Ушастая аурелия (Aurelia aurita)
  - Rhopilema esculentum
  - Haliclystus auricula
  - Haliclystus stejnegeri
- Класс Коралловые полипы (Anthozoa)
  - Anthopleura xanthogrammica
  - Anthopleura artemisia
  - Oulactis orientalis
  - Epiactis japonica
  - Metridium senile

## ТипГребневики(Ctenophora)
- Класс Бесщупальцевые (Nuda)
  - Берое (гребневик) (Beroe cucumis)

## ТипНемертины(Nemertea)
- Класс Палеонемертины (Palaeonemertea)
  - Tubulanus punctatus
- Класс Pilidiophora
  - Kulikovia torquatus
- Класс Вооружённые немертины (Hoplonemertea)
  - Emplectonema gracile
  - Tortus curilensis

## ТипКольчатые черви(Annelida)
- Класс Многощетинковые черви (Polychaeta)
  - Phyllodoce groenlandica
  - Aphrodita australis
  - Harmothoe imbricata
  - Glycera capitata
  - Nephtys caeca
  - Nereis vexillosa
  - Syllis fasciata
  - Scoletoma laurentiana
  - Nothria conchylega
  - Euphrosine hortensis
  - Scoloplos armiger
  - Chaetopterus variopedatus
  - Cirratulus cirratus
  - Pherusa plumosa
  - Scalibregma inflatum
  - Ophelia limacina
  - Sternaspis scutata
  - Abarenicola pacifica
  - Owenia fusiformis
  - Metasychis gotoi
  - Neosabellaria cementarium
  - Pectinaria dimai
  - Amphareta acutifrons
  - Neoamphitrite figulus
  - Eudistylia polymorpha
  - Serpula vermicularis
  - Neodexiospira alveolata
  - Urechis unicinctus

## ТипСипункулиды(Sipuncula)
- Класс Phascolosomatidea
  - Phascolosoma (Phascolosoma) agassizii agassizii

## ТипЧленистоногие(Arthropoda)
- Класс Ракообразные (Crustacea)
  - Lepas anatifera
  - Balanus trigonus
  - Amphibalanus amphitrite amphitrite
  - Amphibalanus eburneus
  - Amphibalanus improvisus
  - Balanus rostratus
  - Balanus crenatus
  - Semibalanus cariosus
  - Semibalanus balanoides
  - Chirona evermanni
  - Chthamalus dalli
  - Nebalia nemurensis
  - Oratosquilla oratoria
  - Thysanoessa inermis
  - Thysanoessa longipes
  - Thysanoessa raschii
  - Euphausia pacifica
  - Травяной чилим (Pandalus latirostris)
  - Pandalus hypsinotus
  - Pandalus prensor
  - Spirontocaris ochotensis
  - Eualus leptognathus
  - Heptacarpus grebnitzkii
  - Palaemon macrodactylus
  - Crangon septemspinosa
  - Alpheus brevicristatus
  - Boasaxius princeps
  - Upogebia issaeffi
  - Neotrypaea japonica
  - Pachycheles stevensii
  - Pagurus ochotensis
  - Рак-отшельник Миддендорфа (Pagurus middendorffii)
  - Pagurus brachiomastus
  - Pagurus pectinatus
  - Зубчатый крабоид-подкаменщик (Hapalogaster dentata)
  - Oedignathus inermis
  - Камчатский краб (Paralithodes camtschaticus)
  - Синий краб (Paralithodes platypus)
  - Paradorippe granulata
  - Scyra quadridens
  - Scyra bidentata
  - Обыкновенный краб-стригун (Chionoecetes opilio)
  - Hyas ursinus
  - Японский краб (Charybdis japonica)
  - Glebocarcinus amphioetus
  - Pinnixa rathbuni
  - Tritodynamia rathbuni
  - Японский мохнаторукий краб (Eriocheir japonica)
  - Hemigrapsus penicillatus
  - Hemigrapsus sanguineus
  - Четырёхугольный волосатый краб (Erimacrus isenbeckii)
  - Archaeomysis grebnitzkii
  - Neomysis awatschensis
  - Neomysis mirabilis
  - Neomysis czerniavskii
  - Acanthomysis stelleri
  - Acanthomysis dybovskii
  - Alamprops longispina
  - Diastylis alaskensis
  - Diastylis bidentata
  - Eudorellopsis integra
  - Anisogammarus pugettensis
  - Eogammarus tiuschovi
  - Eogammarus kygi
  - Eogammarus possjeticus
  - Anisogammarus makarovi
  - Anisogammarus spasskii
  - Parhyale zibellina
  - Apohyale bassargini
  - Allorchestes malleola
  - Najna consiliorum
  - Trinorchestia trinitatis
  - Platorchestia pachypus
  - Demaorchestia joi
  - Thorlaksonius obesirostris
  - Thorlaksonius incarinatus
  - Calliopius laeviusculus
  - Atylus ekmani
  - Atylus collingi
  - Atylus bruggeni
  - Pontogeneia rostrata
  - Pontogeneia melanophthalma
  - Sunamphitoe eoa
  - Sunamphitoe mea
  - Ampithoe lacertosa
  - Sunamphitoe lindbergi
  - Orchomenella pinguis
  - Caprella cristibrachium
  - Caprella bispinosa
  - Caprella eximia
  - Caprella tsugarensis
  - Caprella danilevskii
  - Limnoria lignorum
  - Rocinela maculata
  - Tecticeps glaber
  - Gnorimosphaeroma ovatum
  - Gnorimosphaeroma noblei
  - Cymodoce acuta
  - Holotelson tuberculatus
  - Cliamenella fraudatrix
  - Paranthura japonica
  - Idotea ochotensis
  - Idotea orientalis
  - Pentidotea rotundata
  - Pentias hayi
  - Cleantiella isopus
  - Synidotea brazhnikovi
  - Tylos granulatus
  - Ligia cinerascens
- Класс Морские пауки (Pycnogonida)
  - Nymphon striatum
  - Ammothea hilgendorfi

## ТипМоллюски(Mollusca)
- Класс Хитоны (Polyplacophora)
  - Lepidopleurus assimilis
  - Ischnochiton hakodadensis
  - Tripoplax albrechtii
  - Boreochiton ruber
  - Mopalia retifera
  - Mopalia schrenckii
  - Placiphorella stimpsoni
  - Криптохитон Стеллера (Cryptochiton stelleri)
- Класс Брюхоногие (Gastropoda)
  - Nipponacmea concinna
  - Patelloida heroldi
  - Lottia versicolor
  - Lottia angusta
  - Niveotectura pallida
  - Tugalina gigas
  - Tegula rustica
  - Lirularia iridescens
  - Umbonium costatum
  - Gigahomalopoma sangarense
  - Gigahomalopoma amussitatum
  - Neohaustator fortilirata
  - Lacuna turrita
  - Littorina sitkana
  - Littorina brevicula
  - Littorina mandshurica
  - Littorina squalida
  - Falsicingula athera
  - Cecina manchurica
  - Ansola angustata
  - Lucidestea ornata
  - Pusillina plicosa
  - Charisma candida
  - Caecum derjugini
  - Euspira pila
  - Cryptonatica janthostoma
  - Alaba picta
  - Batillaria cumingii
  - Cerithiopsis stejnegeri
  - Nassarius fraterculus
  - Nassarius multigranosus
  - Neptunea constricta
  - Neptunea bulbacea
  - Neptunea polycostata
  - Neptunea lyrata
  - Plicifusus kroyeri
  - Buccinum verkruezeni
  - Buccinum bayani
  - Buccinum middendorffii
  - Mitrella burchardi
  - Boreotrophon candelabrum
  - Цератостома Барнетта (Ceratostoma burnetti)
  - Ocinebrellus inornatus
  - Nucella heyseana
  - Венозная рапана (Rapana venosa)
  - Suavodrillia kennicotti
  - Rhodopetoma erosa
  - Decorifer insignis
  - Cylichna alba
  - Liloa porcellana
  - Retusa succincta
  - Philine orientalis
  - Ercolania boodleae
  - Stiliger berghi
  - Bermudella angelensis
  - Triopha pacifica
  - Okadaia tecticardia
  - Tenellia pupillae
  - Tritonia primorjensis
- Класс Двустворчатые (Bivalvia)
  - Съедобная мидия (Mytilus edulis)
  - Mytilus unguiculatus
  - Мидия Грея (Crenomytilus grayanus)
  - Mytilisepta keenae
  - Gregariella difficilis
  - Arcuatula senhousia
  - Glycymeris yessoensis
  - Arca boucardi
  - Anadara broughtonii
  - Magallana gigas
  - Azumapecten farreri
  - Swiftopecten swiftii
  - Mizuhopecten yessoensis
  - Exolaternula spengleri
  - Hiatella arctica
  - Panopea japonica
  - Pillucina pisidium
  - Ezocallista brevisiphonata
  - Saxidomus purpurata
  - Dosinia japonica
  - Ruditapes philippinarum
  - Mercenaria stimpsoni
  - Leukoma jedoensis
  - Leukoma euglypta
  - Protocallithaca adamsi
  - Turtonia minuta
  - Felaniella usta
  - Keenocardium californiense
  - Serripes groenlandicus
  - Китайская мактра (Mactra chinensis)
  - Сахалинская спизула (Spisula sachalinensis)
  - Raeta pulchella
  - Peronidia venulosa
  - Балтийская макома (Limecola balthica)
  - Macoma incongrua
  - Cymatoica orientalis
  - Nuttallia petri
  - Solen krusensternii
  - Siliqua alta
  - Mya japonica
  - Corbula venusta
  - Barnea manilensis
  - Шашень (Teredo navalis)
  - Zachsia zenkewitschi
  - Bankia setacea
- Класс Головоногие (Cephalopoda)
  - Sepiella japonica
  - Тихоокеанская россия (Rossia pacifica)
  - Двурогая сепиола (Sepiola birostrata)
  - Тихоокеанский кальмар (Todarodes pacificus)
  - Гигантский осьминог (Enteroctopus dofleini)
  - Песчаный осьминог (Octopus conispadiceus)

## ТипМшанки(Ectoprocta)
- Класс Голоротые (Gymnolaemata)
  - Tricellaria ternata
  - Celleporella hyalina
  - Schizoporella unicornis
  - Leieschara subgracilis

## ТипПлеченогие(Brachiopoda)
- Класс Rhynchonellata
  - Coptothyris grayi

## ТипИглокожие(Echinodermata)
- Класс Голотурии (Holothuroidea)
  - Cucumaria frondosa
  - Eupentacta fraudatrix
  - Дальневосточный трепанг (Apostichopus japonicus)
- Класс Морские ежи (Echinoidea)
  - Невооружённый стронгилоцентротус (Mesocentrotus nudus)
  - Серый морской ёж (Strongylocentrotus intermedius)
  - Strongylocentrotus pulchellus
  - Scaphechinus mirabilis
  - Scaphechinus griseus
  - Плоский щитообразный ёж (Echinarachnius parma)
  - Echinocardium cordatum
- Класс Морские звезды (Asteroidea)
  - Luidia quinaria
  - Гребешковая патирия (Patiria pectinifera)
  - Lysastrosoma anthosticta
  - Distolasterias nipon
  - Lethasterias fusca
  - Aphelasterias japonica
  - Амурская морская звезда (Asterias amurensis)
  - Evasterias retifera
  - Evasterias echinosoma
- Класс Офиуры (Ophiuroidea)
  - Amphiodia fissa
  - Amphipholis kochii

## ТипЩетинкочелюстные(Chaetognatha)
- Класс Стрелкообразные (Sagittoidea)
  - Leptosagitta collariata
  - Parasagitta septicoela

## ТипХордовые(Chordata)
- Класс Асцидии (Ascidiacea)
  - Halocynthia roretzi
  - Halocynthia aurantium
  - Styela clava
  - Cnemidocarpa clara
  - Botryllus tuberatus
  - Aplidium translucidum
- Класс Круглоротые (Cyclostomata)
  - Японская минога (Lethenteron camtschaticum)
- Класс Хрящевые рыбы (Chondrichthyes)
  - Катран (Squalus acanthias)
  - Дальневосточный хвостокол (Dasyatis akajei)
- Класс Лучепёрые рыбы (Actinopterygii)
  - Тихоокеанская сельдь (Clupea pallasii)
  - Пятнистый коносир (Konosirus punctatus)
  - Японский анчоус (Engraulis japonicus)
  - Горбуша (Oncorhynchus gorbuscha)
  - Азиатская корюшка (Osmerus mordax)
  - Лапша-рыба (Salangichthys microdon)
  - Мелкочешуйная краснопёрка-угай (Tribolodon brandtii)
  - Дальневосточная стронгилура (Strongylura anastomella)
  - Сайра (Cololabis saira)
  - Японский полурыл (Hyporhamphus sajori)
  - Минтай (Gadus chalcogrammus)
  - Амурская колюшка (Pungitius sinensis)
  - Syngnathus schlegeli
  - Hippocampus mohnikei
  - Пиленгас (Planiliza haematocheilus)
  - Lateolabrax japonicus
  - Жёлтохвостая лакедра (Seriola quinqueradiata)
  - Японский волосозуб (Arctoscopus japonicus)
  - Bathymaster derjugini
  - Stichaeus grigorjewi
  - Глазчатый опистоцентрус (Opisthocentrus ocellatus)
  - Pholidapus dybowskii
  - Pholis nebulosa
  - Обыкновенная рыба-сабля (Trichiurus lepturus)
  - Японская скумбрия (Scomber japonicus)
  - Acanthogobius flavimanus
  - Gymnogobius macrognathos
  - Агономал Джордена (Agonomalus jordani)
  - Pallasina barbata
  - Eumicrotremus pacificus
  - Аптоцикл (Aptocyclus ventricosus)
  - Охотский липарис (Liparis ochotensis)
  - Бурый терпуг (Hexagrammos octogrammus)
  - Северный однопёрый терпуг (Pleurogrammus monopterygius)
  - Тёмный окунь (Sebastes schlegelii)
  - Жёлтый морской окунь (Sebastes trivittatus)
  - Hemilepidotus gilberti
  - Bero elegans
  - Alcichthys elongatus
  - Myoxocephalus brandtii
  - Enophrys diceraus
  - Porocottus allisi
  - Argyrocottus zanderi
  - Cottiusculus gonez
  - Hemitripterus villosus
  - Остроголовая камбала (Cleisthenes pinetorum)
  - Двухлинейная камбала (Lepidopsetta bilineata)
  - Желтопёрая камбала (Limanda aspera)
  - Тёмная камбала (Pseudopleuronectes obscurus)
  - Звёздчатая камбала (Platichthys stellatus)
  - Белоточечная собака-рыба (Takifugu niphobles)
  - Бурый скалозуб (Takifugu rubripes)
  - Thamnaconus modestus
- Класс Птицы (Aves)
  - Пестролицый буревестник (Calonectris leucomelas)
  - Вилохвостая качурка (Oceanodroma monorhis)
  - Японский баклан (Phalacrocorax capillatus)
  - Берингов баклан (Phalacrocorax pelagicus)
  - Морская чернеть (Aythya marila)
  - Горбоносый турпан (Melanitta deglandi)
  - Каменушка (Histrionicus histrionicus)
  - Тулес (Pluvialis squatarola)
  - Монгольский зуёк (Charadrius mongolus)
  - Морской зуёк (Charadrius alexandrinus)
  - Малый зуёк (Charadrius dubius)
  - Кулик-сорока (Haematopus ostralegus)
  - Пепельный улит (Tringa brevipes)
  - Круглоносый плавунчик (Phalaropus lobatus)
  - Камнешарка (Arenaria interpres)
  - Песочник-красношейка (Calidris ruficollis)
  - Чернозобик (Calidris alpina)
  - Большой песочник (Calidris tenuirostris)
  - Песчанка (птица) (Calidris alba)
  - Дальневосточный кроншнеп (Numenius madagascariensis)
  - Малый веретенник (Limosa lapponica)
  - Чернохвостая чайка (Larus crassirostris)
  - Тихоокеанская чайка (Larus schistisagus)
  - Речная крачка (Sterna hirundo)
  - Тонкоклювая кайра (Uria aalge)
  - Очковый чистик (Cepphus carbo)
  - Обыкновенный старик (Synthliboramphus antiquus)
  - Тупик-носорог (Cerorhinca monocerata)
- Класс Млекопитающие (Mammalia)
  - Северный морской котик (Callorhinus ursinus)
  - Сивуч (Eumetopias jubatus)
  - Ларга (млекопитающее) (Phoca largha)
  - Полосатый тюлень (Histriophoca fasciata)
  - Морской заяц (Erignathus barbatus)